# Pap-klasse
PAP-klasse of Papanicolaou classificatie is een beoordelingsmethode voor het uitstrijkje.
Cellen, verkregen met behulp van een spatel of met een cervix-brush, van de uitstrijk van de overgangszone op de cervix (baarmoedermond) worden in het pathologisch-anatomisch laboratorium gekleurd en met behulp van de Papanicolaou classificatie (PAP-klasse) beoordeeld. De afkorting komt van Georgios Papanikolaou (1883-1962), een Grieks-Amerikaanse histoloog die de techniek ontwikkelde; een uitstrijkje heet in het Engels ook een 'pap-smear'.
De PAP-klasse wordt naast de KOPAC-codering gebruikt, een meer specifieke codering die naast de bovengenoemde wordt gehanteerd om specifiekere informatie te krijgen. Soms wordt ook getest op aanwezigheid van HPV (humaan papillomavirus).
De PAP-klasse wordt aangeduid met klasse 0 t/m klasse 5:
- PAP 0 is de uitstrijk door bijvoorbeeld ontsteking of bijmenging met bloed niet te beoordelen. Het uitstrijkje dient dan ook na 6 weken herhaald te worden.
- PAP 1 laat een normaal celbeeld zien: er worden geen afwijkingen geconstateerd. Indien in het kader van bevolkingsonderzoek afgenomen dan wordt het uitstrijkje, tenzij klachten, 5 jaar later weer herhaald.
- PAP 2 zijn er kleine celafwijkingen te zien. Na 6 maanden dient de uitstrijk herhaald te worden. Indien dezelfde celafwijkingen worden gezien, dient de patiënt te worden doorverwezen naar een gynaecoloog voor colposcopie.
- PAP 3a spreekt men in de cervix-cytologie van een geringe of matige dysplasie. Hier zijn de kernafwijkingen wat meer pre-existent. Bij een matige dysplasie dient de patiënt meteen naar de gynaecoloog doorverwezen te worden voor colposcopie.
- PAP 3b is een ernstige dysplasie. Er dient verwezen te worden voor  een colposcopie.
- PAP 4 is mogelijk sprake van een carcinoma in situ dienen altijd verwezen te worden voor colposcopisch onderzoek.
- PAP 5 indien er kankercellen in het uitstrijkje worden aangetroffen. Dit kunnen kankercellen zijn die primair afkomstig zijn van een tumor in de cervix, uterus of eileider.